# Širok
Širok [šírok] je priimek več znanih Slovencev:
- Albert Širok (1895—1985), šolnik, pesnik, prevajalec, urednik, gledališčnik
- Brane Širok (*1952), strojnik, univ. prof.
- Kaja Širok (*1975), zgodovinarka, muzealka, drž. sekretarka
- Karel Širok (1889—1942), mladinski pesnik in pisatelj
- Klemen Širok, ekonomist, organizatorik?
- Kristjan Širok (*1975), avtomobilski dirkač (rally voznik)
- Luka Širok (*1982), slikar, risar, ilustrator
- Matija Širok (*1991), nogometaš
- Mojca Širok (*1968), novinarka in pisateljica
- Štefan Širok (1849—1880), slavist, feljtonist